# Cryptotettix imerina
Cryptotettix imerina är en insektsart som beskrevs av Rehn, J.A.G. 1929. Cryptotettix imerina ingår i släktet Cryptotettix och familjen torngräshoppor. Inga underarter finns listade i Catalogue of Life.